# ドッガー・バンク海戦 (1916年)
ドッガー・バンク海戦（英: Battle of Dogger Bank）は、第一次世界大戦中の1916年2月10日に発生したドイツ海軍とイギリス海軍との間の海戦。北海へ出撃したドイツの3つの水雷隊がドッガー・バンク付近でイギリスの第15掃海隊と交戦した。ドイツ軍は最初イギリスの掃海隊を巡洋艦だと誤認し攻撃を躊躇したが、最終的に攻撃を決意した。実際にはイギリス軍は掃海スループであり、逃走を試みた。逃走に成功するまでにイギリスのスループ「アラビス」が撃沈された。ドイツ軍は巡洋艦2隻を沈めたとしたが、実際に沈んだのは「アラビス」1隻のみであった。

## 背景
フーゴ・フォン・ポール提督が病気となり、1916年にラインハルト・シェア提督が大洋艦隊の指揮をとるようになると、ドイツは北海においてより攻撃的な戦略をとるようになった。その一環として、イギリス支配地域への襲撃もより頻繁に行われるようになった。ドイツは第2、第6、第9水雷艇隊を連合国船舶攻撃のためドッガー・バンクへ出撃させた。出撃した水雷艇は合計で25隻であった。ドイツの水雷艇が向かった海域に存在していたのは、「アラビス」、「ポピー」、「バターカップ」、「アリッサム」からなるイギリスの第10掃海隊であった。それらは1250トンで4.7インチ砲2門と3ポンド対空砲2門を搭載しているアラビス級スループであり、多数のドイツ水雷艇と戦えるようなものではなかった。

## 戦闘
多数のドイツ水雷艇に発見された時、「アラビス」は他の3隻のスループと共にドッガー・バンク東の水路の掃海作業中であった。イギリスのスループを発見した時、ドイツ軍は新しいアラビス級をすぐに識別することが出来ず、最初攻撃を躊躇った。ドイツ側はスループをより強力な巡洋艦と誤認したが、数的に優位であることから攻撃を決めた。攻撃を受けると、イギリスのスループは沿岸の安全な場所への逃走を図った。「ポピー」、「バターカップ」、「アリッサム」の3隻は逃走に成功したが、「アラビス」はそれほど幸運ではなく3隻のドイツ水雷艇に捕捉され戦闘となった。その攻撃は退けたが、再度「アラビス」は攻撃を受けた。今度は6隻の水雷艇が「アラビス」を攻撃し、魚雷が命中した「アラビス」は沈没。14名がドイツ側に救助された。

## 結果
ドイツ側水雷艇の一部の軽微な損害を除けば、この海戦での唯一の損害は「アラビス」が沈没しその乗員56名が戦死し14名が捕虜となったことである。捕虜となった者の中には「アラビス」の艦長や他の士官2名も含まれていた。この海戦中の行動により、「アラビス」艦長Robert Raymond Hallowell-Carew少佐は殊勲章を授与された。実際には掃海スループ1隻を沈めたのみであったが、ドイツでは大勝利であるとする報道が広まった。ドイツは、4隻の新型巡洋艦からなる戦隊と交戦しその内2隻を魚雷で沈めたと主張した。イギリスの海軍本部は、第10掃海隊以外で活動中であった連合国の部隊は無く、巡洋艦も沈んではいないという事実を述べることで、ドイツの主張に素早く応答した。
ドッガー・バンク付近での海戦発生に対し、イギリスはロサイスから巡洋戦艦部隊を、ハリッジから第5巡洋艦隊を出撃させた。また、他のグランドフリートの部隊も出撃した。それらは北海で集結し南へ向かったが、ドイツ軍は水雷艇のみでありしかも既に基地に戻ったことが明らかとなったため11日には敵捜索を中止した。帰投中、巡洋艦「アリシューザ」が触雷し、それから座礁して二つに折れて全損となった。